# 富川遠美警察署
富川遠美警察署（プチョノンミけいさつしょ）は、京畿地方警察庁所管の警察署である。

## 管轄区域
- 富川市のうち遠美区

## 沿革
- 1996年9月29日 - 富川北部警察署として開設
- 2010年7月23日 - 富川遠美警察署に名称を改称。

## 管轄地区隊
- 中洞地区隊
- 中央地区隊
- 上洞地区隊

## 管轄派出所
- 桂南派出所
- 遠美派出所
- 駅谷派出所
- 若大派出所